# Léon Gastinel
Léon Gastinel (Côte-d'Or, 15 agosto 1823 – Fresnes, 18 ottobre 1906) è stato un compositore e violinista francese.

## Biografia
Studiò presso il Conservatorio di Parigi con Fromental Halévy. Vinse il Prix de Rome nel 1846 con la cantata Valasquez.

## Opere (parziale)
- Le Miroir (1853)
- L'Opéra aux fenêtres (1857)
- Titus et Bérénice (1860)
- Le Rêve (1890)